# فيروس حيواني
فيروس حيواني أو فيروسات الحيوانات هي نوعٌ من الفيرُوسات التي تُصيب الحيوانات. يُصيب الفيروس جميع أنواع الحياة الخلوية، وعلى الرغم من أن الفيروسات تُصيب كل أنواع الحيوانات والنباتات والفطريات والأنواع البروتينية، ولكلٍ منها مجمُوعةٌ مُحدَّدةٌ من الفيروسات التي تُصيب تلك الأنواع فقط.